# Intertek
Intertek Group plc  — британская компания по оказанию услуг в сфере независимой экспертизы, контроля, испытаний и сертификации. Компания Intertek имеет свыше 1000 офисов и лабораторий по всему миру. Численность сотрудников достигает 36000.
Портфель услуг Intertek включает в себя инспекции и проверку количества, веса и качества товаров; испытания продукции по различным показателям безопасности и качества; сертификацию продукции, систем менеджмента и услуг на соответствие требованиям стандартов, установленных государствами, органами по стандартизации или клиентами, а также услуги по проверке соответствия продукции и услуг требованиям международного или национального законодательства.

## История
Компания основана в 1885 году. Компания декларирует, что берёт начало с первых лабораторий Томаса Эдиссона.
Для расширения своих услуг на рынках Европы и Азии, компания в 2011 году приобретает британскую компанию Moody International